# Sympistis daishi
Sympistis daishi är en fjärilsart som beskrevs av Alphéraky 1892. Sympistis daishi ingår i släktet Sympistis och familjen nattflyn. Inga underarter finns listade i Catalogue of Life.